# Diémoz
Diémoz település Franciaországban, Isère megyében. Lakosainak száma 2915 fő (2022. január 1.). Diémoz Valencin, Bonnefamille, Heyrieux és Saint-Georges-d’Espéranche községekkel határos.

## Népesség
A település népességének változása:
| Lakosok száma | 679  | 1510 | 1848 | 2537 | 2644 | 2672 | 2722 | 2799 | 2837 | 2915 |
|               | 1968 | 1982 | 1990 | 2006 | 2013 | 2015 | 2017 | 2019 | 2020 | 2022 |